# Ковка
Ко́вка — высокотемпературная обработка давлением различных металлов, нагретых до ковочной температуры.
«Холодная ковка», осуществляемая без нагрева деформируемого металла, относится к слесарному делу.
Для каждого металла существует своя ковочная температура, зависящая от физических (температура плавления, температура кристаллизации) и химических свойств (наличия легирующих элементов). Для железа температурный интервал 800—1250°С, для меди 650—1000°С, для титана 900—1600 °С, для алюминиевых сплавов 400—480 °С.
Утилитарную ковку следует отличать от художественной ковки.

## Терминология
Различают:
- Свободная.
- Машинная.
- Штамповка.

Изделия и полуфабрикаты, получаемые ковкой, называют «поковка». При ковке в штампах металл ограничен со всех сторон стенками штампа. При деформации он приобретает форму этой полости (см. Штампование, Ротационная ковка). При свободной ковке (ручной и машинной) металл не ограничен совсем или же ограничен с одной стороны. При ручной ковке непосредственно на металл или на инструмент воздействуют ручником, кувалдой или молотом.
Свободную ковку применяют также для улучшения качества и структуры металла. При проковке металл упрочняется, завариваются так называемые несплошности и размельчаются крупные кристаллы, в результате чего структура становится мелкозернистой, приобретает волокнистое строение.
Машинную ковку выполняют на специальном оборудовании — молотах с массой падающих частей от 40 до 5000 кг или гидравлических прессах, развивающих усилия 2 — 200 МН (200 — 20 000 тс), а также на ковочных машинах. Изготовляют поковки массой 100 тонн и более. Для манипулирования тяжёлыми заготовками при ковке используют подъёмные краны грузоподъёмностью до 350 тонн, кантователи и специальные манипуляторы.
Ковка является одним из экономичных способов получения заготовок деталей. В массовом и крупносерийном производствах преимущественное применение имеет ковка в штампах, а в мелкосерийном и единичном — свободная ковка. При ковке используют набор кузнечного инструмента, с помощью которого заготовкам придают требуемую форму и размеры.

## Кузнечные операции

Схема ковки и окантовки

| Выколотка (дифовка)              | Передача                                           |
| Вырубка                          | Подкатка                                           |
| Высадка                          | Правка                                             |
| Гибка (загиб, изгиб)             | Правка давлением                                   |
| Дрожировка                       | Пробивка                                           |
| Калибровка                       | Проведение линий                                   |
| Кантование (кантовка)            | Проглаживание                                      |
| Клеймление                       | Проколка                                           |
| Клёпка                           | Протяжка (вытяжка)                                 |
| Кузнечная сварка (сварка ковкой) | Прошивка                                           |
| Нагрев заготовки                 | Разгонка                                           |
| Надрубка                         | Раздача                                            |
| Наметка                          | Разрубка                                           |
| Обжимка                          | Раскатка                                           |
| Обкатка (биллетировка)           | Скручивание (закручивание, кручение, торсирование) |
| Обрубка                          | Фиксация заготовки                                 |
| Осадка                           | Чеканка                                            |
| Отрубка                          | Штампование (штамповка)                            |

## Ковка железа и стали по технологии конца XIX века
Ковка применяется для разных целей, и из-за этого способы обработки металла могут быть различными:
- обжимка криц — ковка, при которой происходит уплотнение и сварка частиц, а также выделение шлаков из тестообразной железной массы (крицы).
- сварка — ковка, при которой сращиваются пакеты, состоящие из отдельных кусков нагретых до вара (см. сварка ковкой).
- обыкновенная ковка — уплотнение и придание желаемых форм предмету.

В зависимости от величины обрабатываемых изделий, ковка разделяется на ручную и на механическую.

### Инструменты
| Багор                                       | Кочерга                                 | Надставка                             | Ригель                                       |
| Винтовой пресс                              | Круглогубцы                             | Наковальня                            | Ручник                                       |
| Воротяжка                                   | Кувалда                                 | Натяжка                               | Скоба                                        |
| Гвоздильня                                  | Кузнечная вилка (вилка, рогатка)        | Обжимка                               | Скребок для печи (скребок для золы, скребок) |
| Гибочная плита                              | Кузнечная форма                         | Обрезной штамп                        | Совковая лопата (лопата)                     |
| Гладилка                                    | Кузнечное зубило                        | Обсечка                               | Совок для печи (совок для золы, совок)       |
| Давильник                                   | Кузнечные клещи                         | Оправка                               | Станки для горячей ковки                     |
| Державка                                    | Кузнечный блок                          | Пережимка                             | Станки для холодной ковки                    |
| Дифовочный молоток                          | Кузнечный вороток                       | Пирометр                              | Стойка                                       |
| Ёмкость для жидкости                        | Кузнечный молот                         | Подбойка                              | Стойна                                       |
| Калибр-гребёнка                             | Кузнечный патрон                        | Поддержка                             | Стуловые тиски                               |
| Кантователь                                 | Кузнечный пресс                         | Подкладной штамп                      | Тиски                                        |
| Квадрат                                     | Кузнечный пробойник (кузнечный бородок) | Подсечка                              | Топор                                        |
| Клеймо                                      | Кузнечный чекан                         | Подставка (кольцо, подкладное кольцо) | Ухват (рогач)                                |
| Клещевой захват                             | Кузнечный штамп                         | Призма                                | Шляпный молоток                              |
| Клин                                        | Лом                                     | Прокатный стан                        | Шперак                                       |
| Клиновая накладка                           | Матрица                                 | Прошивень                             | Штамп (штемпель)                             |
| Клиновая подкладка (подкладной клин, уклон) | Мел (мелок)                             | Пуансон                               | Штихель                                      |
| Ключ                                        | Мехи (мех, меха)                        | Радиусное зубило                      | Щётка-смётка                                 |
| Конус                                       | Молот                                   | Раскатка                              | Эксцентриковый зажим                         |

### Виды ковки

#### Ковка лошадей
Ковка лошади — прикрепление к её копытам подков, защищающих копыта от повреждений. Ковку лошади выполняет коваль — кузнец, имеющий познания в ветеринарной ортопедии и обладающий навыками обращения с лошадью.

#### Художественная ковка
Художественная ковка — это изготовление методом обработки металлов, который имеет общее название ковка, любых кованых изделий, любого предназначения, имеющих в обязательном порядке свойства художественного произведения.
Близкое к такой формулировке пояснение можно встретить в

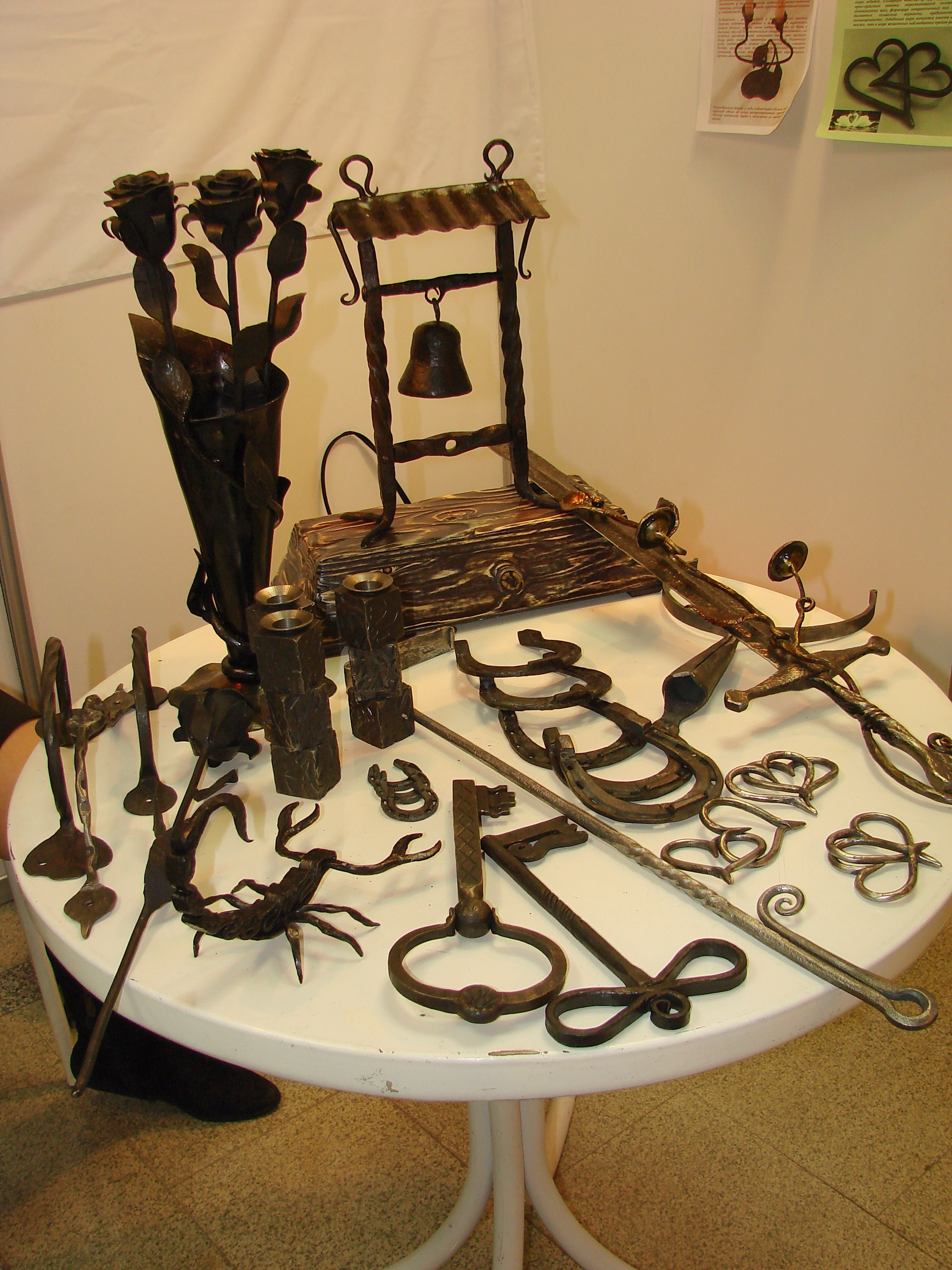
Образцы художественной ковки

словарях по общественным наукам.

#### Изготовление кованых изделий
В современном мире принято различать два вида ковки: горячая и холодная.
Горячая ковка это традиционный кузнечный способ ручной ковки. Кузнечному делу обучаются в специализированных заведениях. Изделия создаются методом нагревания металла в горне или печи и ручного придания ему нужной формы с помощью молотов, кувалд, ручников, наковален, стуловых тисков, кузнечных клещей, гладилок, раскаток, всадного инструмента и пр. С помощью изготовленных вручную форм и молотов создается фактура поверхности. После формовки и обработки поверхности производится ручная обработка граней. Элементы изделий затем соединяются при помощи сварки, либо с помощью заклепок или конструктивных элементов. В процессе ковки металл уплотняется, что повышает его прочностные характеристики. Особенность способа заключается в том, что создание изделия и его обработка ограничены только мастерством кузнеца и полетом его фантазии.
Холодная ковка это деформация металла без его нагрева. Выполняется при помощи сгиба на специальных станках и шаблонах: «улитка», «твистер», «волна», «гнутик» и пр. В процессе деформации металла «на холодную», его прочностные характеристики снижаются. Как правило узоры изделия, его формы и обработка ограничены возможностями оборудования. Для придания конструкции художественного вида используются кованые элементы заводского производства (листья, «фонарики», цветы, узоры и пр.), приобретаемые по каталогам у крупных производителей. Этот способ не требует кузнечных навыков, поэтому получил широкое распространение.

## История ковки
Ковка (меди, самородного железа) служила одним из основных способов обработки металла:
- холодная, затем горячая ковка в Иране, Месопотамии, Египте — 4-3 тыс. до н. э.
- холодная ковка у индейцев Северной и Южной Америки — до XVI в. н. э.

Древние металлурги Европы, Азии и Африки ковали сыродутное железо, медь, серебро и золото. Кузнецы пользовались особым почетом у народов древности, их искусство окружалось легендами и суевериями.
В Средние века кузнечное дело достигло высокого уровня: вручную отковывались холодное и огнестрельное оружие, инструменты, детали сельскохозяйственных орудий, дверей, ворот и сундуков, решётки, светильники, фонари, замки, часы и другие изделия всевозможных форм и размеров, часто с тончайшими деталями; кованые изделия украшались насечкой, просечным или рельефным узором, расплющенными в тончайший слой листами сусального золота и бронзовой потали.
В XIX в. ручная художественная ковка была вытеснена штамповкой и литьём, интерес к ней возродился в XX в. (работы Ф. Кюна в ГДР, И. С. Ефимова, В. П. Смирнова в СССР; оформление общественных интерьеров в Таллине, Каунасе и др.).
С наступлением эпохи персональных компьютеров производство сложных и уникальных кованых изделий, как правило, сопровождается компьютерным трёхмерным имитационным моделированием.

### Известные памятники художественной ковки
Кованые фонари, ограды, решётки, ворота следующих дворцовых и городских ансамблей:
- Версаль
- Парк кованых фигур в Донецке
- Санкт-Петербург
- Пушкин

### Центры кузнечного ремесла
- Герат — утварь
- Мосул — утварь
- Дамаск — оружие
- Милан — оружие
- Аугсбург — оружие
- Астрахань — оружие
- Тула — оружие
- Ноттингем — ножи и инструменты
- Золинген — ножи и инструменты
- Павлово — ножи и инструменты
- Нюрнберг — замки
- Холмогоры — замки
- Таганрог — ворота классической ковки (немецкие мастерские работали с XIX века)
- Златоуст — холодное оружие

### Исследователи технологии ковки
- П. П. Аносов в 1831 впервые применил микроскоп для изучения структуры металлов.
- Д. К. Чернов в 1868 научно обосновал режимы ковки.
- Советские учёные Н. С. Курнаков, К. Ф. Грачев, С. И. Губкин, К. Ф. Неймайер и др.